# Edam

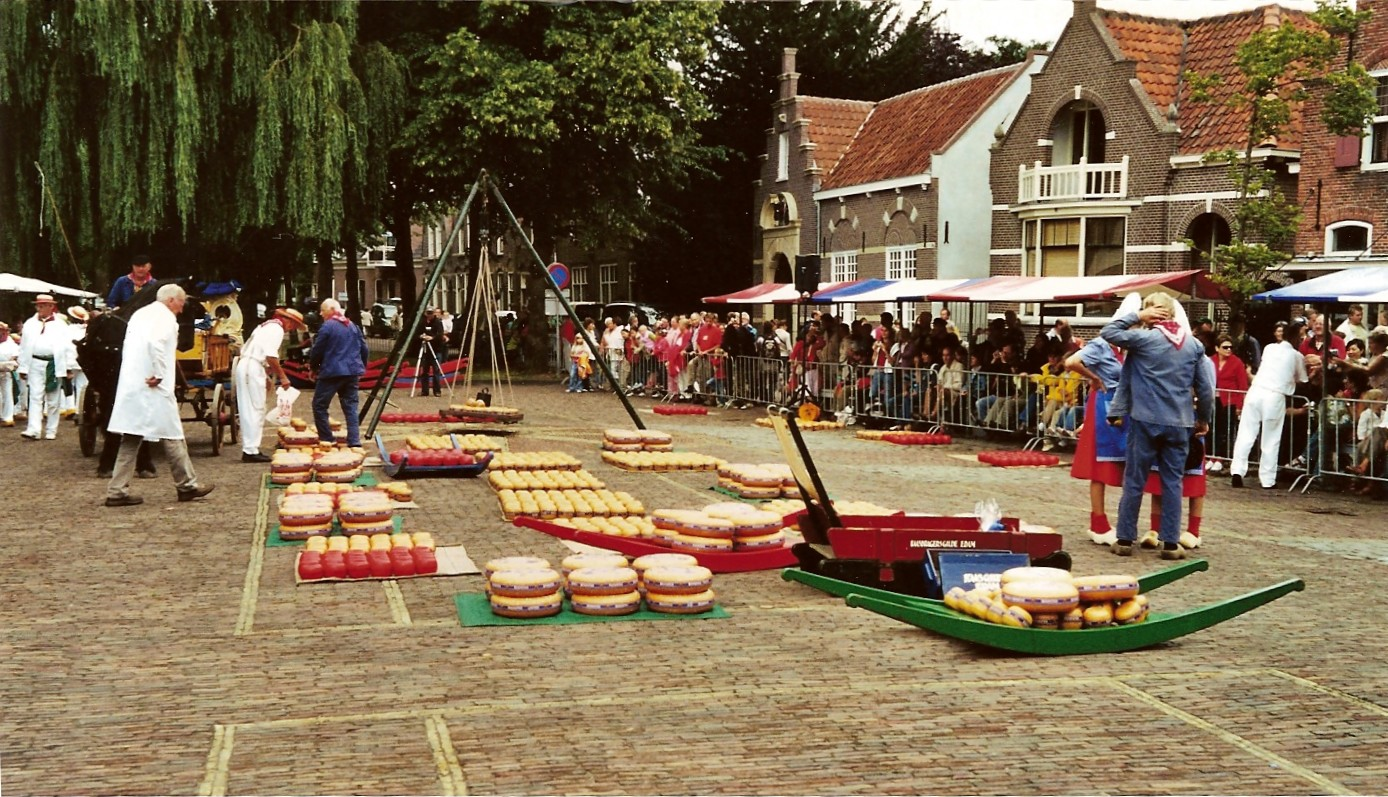
Sýrový trh

Edam je nizozemské město v provincii Severní Holandsko. Společně s městem Volendam tvoří správní celek Edam-Volendam, jež je jeden z 64 správních celků Severního Holandska.
Jméno Edam vzniklo ze slova dam (hráz) na malé říčce se jménem E (nebo také IJe či Ye).
Město dalo název zdejšímu sýru Edam, česky eidam.